# جون باتون إرفين
جون باتون إرفين هو سياسي أمريكي، ولد في 8 يناير 1795 في مقاطعة ويلكس في الولايات المتحدة، وتوفي في 27 ديسمبر 1857 في ناشفيل في الولايات المتحدة. انتخب Mayor of Nashville ‏.